# Danh sách địa điểm tổ chức World Cup Cricket 2011

## Địa điểm
Tất cả các địa điểm tổ chức ở Ấn Độ đều được công bố sớm  và Bangladesh cùng với Sri Lanka cũng thông báo vào tháng 10 năm 2009. Các địa điểm tổ chức được công bố vào ngày 2 tháng 11 năm 2009 tại Mumbai bởi International Cricket Council. Hai sân vận động mới ở Sri Lanka được xây dựng ở các thành phố Kandy và Hambantota.
| Địa điểm                                           | Thành phố  | Sức chứa |
| Ấn Độ                                              | Ấn Độ      | Ấn Độ    |
| -------------------------------------------------- | ---------- | -------- |
| Eden Gardens                                       | Kolkata    | 90.000   |
| MA Chidambaram Stadium                             | Chennai    | 50.000   |
| Feroz Shah Kotla                                   | New Delhi  | 48.000   |
| Vidarbha Cricket Association Stadium               | Nagpur     | 45.000   |
| Sardar Patel Stadium                               | Ahmedabad  | 50.000   |
| Wankhede Stadium                                   | Mumbai     | 45.000   |
| Punjab Cricket Association Stadium                 | Mohali     | 35.000   |
| M Chinnaswamy Stadium                              | Bangalore  | 42.000   |
| Sri Lanka                                          |            |          |
| R Premadasa Stadium                                | Colombo    | 35.000   |
| Muttiah Muralitharan International Cricket Stadium | Kandy      | 35.000   |
| Mahinda Rajapaksa International Stadium            | Hambantota | 35.000   |
| Bangladesh                                         |            |          |
| Zahur Ahmed Chowdhury Stadium                      | Chittagong | 20.000   |
| Shere Bangla National Stadium                      | Dhaka      | 25.000   |

| KolkataNew DelhiAhmedabadChennaiMohaliNagpurBangaloreMumbai Địa điểm tại Ấn Độ | ColomboHambantotaKandy Địa điểm tại Sri Lanka | ChittagongDhaka Địa điểm tại Bangladesh |